# Миоареле (Арђеш)
Миоареле (рум. Mioarele) насеље је у Румунији у округу Арђеш у општини Чиканешти. Oпштина се налази на надморској висини од 659 m.

## Становништво
Према подацима из 2011. године у насељу је живело 218 становника.